# صار وش كان (مسلسل)
صار وش كان، مسلسل قطري كوميدي عبارة عن فوازير. من تأليف تيسير عبد الله وعبدالرحيم الصديقي ومن إخراج إبراهيم الصباغ ومن إنتاج تلفزيون قطر عام 1993.

## الممثلين
- هدى حسين
- علي سلطان
- هدية سعيد
- سيار الكواري
- سعيد المناعي
- فالح فايز
- علي ميرزا
- جاسم الانصاري
- هلال محمد
- عبد الله أحمد
- عبد الله غيفان
- علي المالكي
- فرج سعد
- زينب العسكري
- موسى عبد الرحمن
- فاطمة الحوسني
- احمد عبدالله